# 王汉斌 (政治人物)
王漢斌（1925年8月—），福建省惠安县张坂镇锦厝村路庵人，中国共产党、中华人民共和国政治人物，原副国级领导人。西南聯合大學歷史系畢業，大學學歷。妻子为原中华全国妇女联合会主席彭珮云。

## 生平
1941年至1942年，在緬甸仰光華僑中學學習，于1941年2月加入中國共產黨，並任中共仰光區委委員，緬甸華僑戰時工作隊隊員。1942年至1946年在西南聯合大學歷史系學習，任「民青」第一支部委員，地下黨第一支部委員。1946年至1947年任北平平明日報社編輯，負責領導清華大學、北平師範大學等校地下黨工作。1948年至1949年任北平地下黨學委委員、大學委員會書記。
1949年至1958年任中國新民主主義青年團北京市委大學部部長，中共北京市委政治秘書，市委政策研究室組長、秘書長、副主任，市委第二辦公室主任，市委候補委員。1958年至1966年任中共北京市委副秘書長。1966年至1975年「文化大革命」中受衝擊，下放勞動。1975年至1977年任北京冶金機械廠革委會副主任。1977年至1979年任中國科學院政策研究室負責人。1979年至1980年任第五屆全國人大常委會法制委員會副秘書長兼辦公室主任。1980年至1983年任第五屆全國人大常委會法制委員會副主任兼秘書長、機關黨組副書記，中共中央政法委員會副秘書長，憲法修改委員會副秘書長，第五屆全國人大常委會副秘書長。1983年6月至1988年4月任第六屆全國人大常委會秘書長、機關黨組書記，全國人大常委會法制工作委員會主任，香港特別行政區基本法起草委員會副主任委員。1988年4月至1993年3月任第七屆全國人大常委會副委員長、全國人大法律委員會主任委員、全國人大常委會法制工作委員會主任委員、全國人大常委會黨組成員，澳門特別行政區基本法起草委員會副主任委員。1992年10月至1993年3月任中共中央政治局候補委員、第七屆全國人大常委會副委員長。1993年3月至1997年9月任中共中央政治局候補委員、第八屆全國人大常委會副委員長、全國人大常委會黨組副書記。1997年9月至1998年3月任第八屆全國人大常委會副委員長。中共第十二屆、十三屆、十四屆中央委員，第十四屆中央政治局候補委員。第七、八屆全國人大常委會副委員長。

## 个人著作
- 《王汉斌访谈录：亲历新时期社会主义民主法制建设》2011年 中国民主法制出版社
- 《社会主义民主法制文集》2012年 中国民主法制出版社